# 白砂漠国立公園

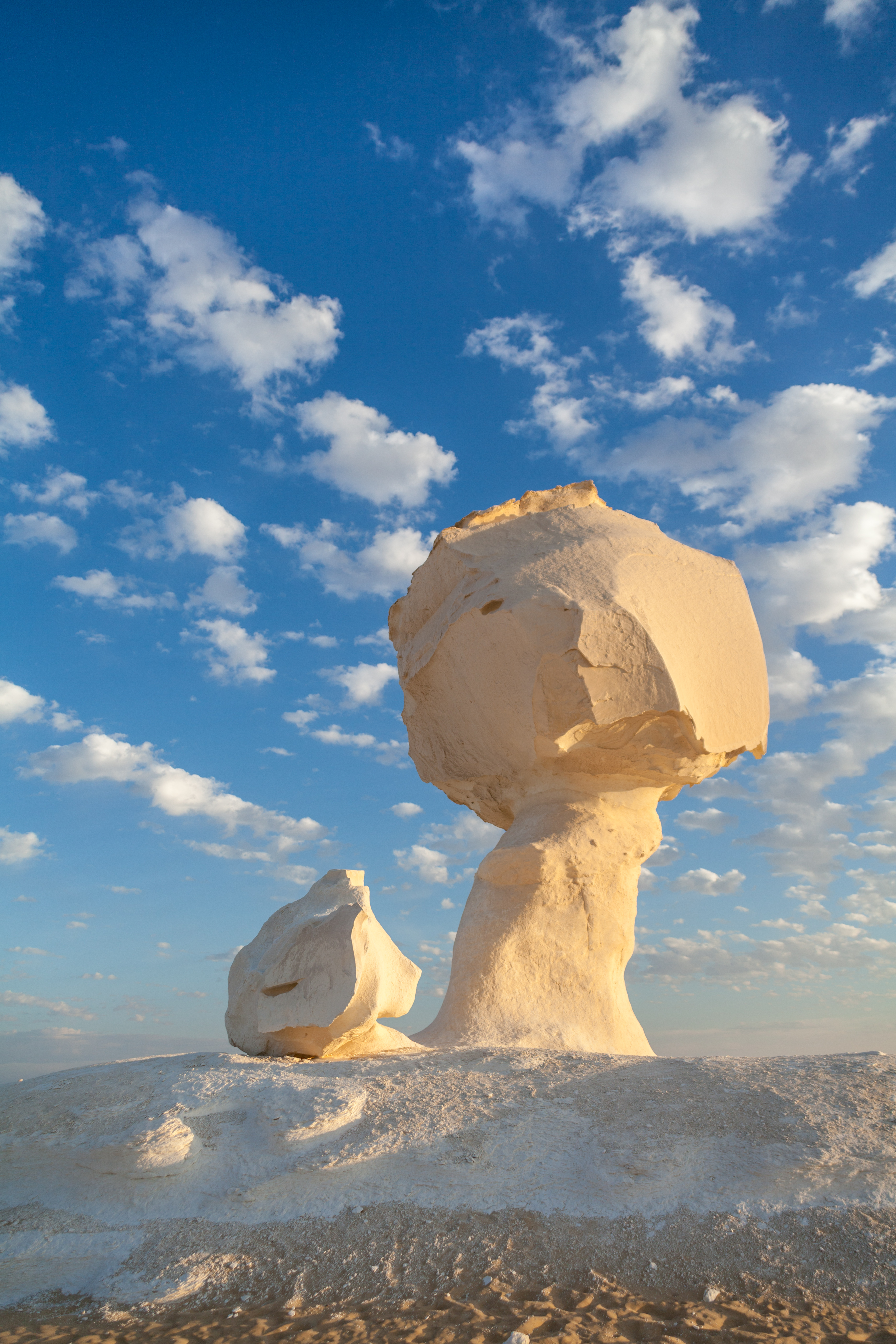
白砂漠国立公園にそびえる岩。

白砂漠国立公園（しろさばくこくりつこうえん、英語: White Desert National Park）は、エジプトにある国立公園である。

## 概要
「サハラ・エル・ベイダ」と呼ばれるのは「白砂漠保護区」で、エジプトの国立公園であり、2002年に最初は保護区として設立された。これは、クサール・エル・ファラフラの町の北45kmにあるファラフラ窪地にある。公園の一部はファラフラ（ワーディー・ゲディード県）にある。
この国立公園は、風と砂による侵食によって作られた大きな白いチョークが形成された場所である。また、崖（ファラフラ陥没の北端）、砂丘（グレート・サンド・シーの一部）、ワディ・ヘニス、アイン・エル・マクフィとアイン・エル・ワディのオアシスもある。
白砂漠国立公園の最高地点はエル・ケスアブ・サイード（海抜353メートル）で、最低点はワディ・ヘニス（32メートル）である。
この国立公園は、ジャッカル、オジロスナギツネ、アカギツネ、フェネック、スナネコだけでなく、絶滅の危機に瀕しているリムガゼルや脆弱なドルカスガゼル、バーバリーシープなど、さまざまな動物の避難所として機能している。
白砂漠国立公園の面積は3,010平方キロメートルである。公園内の標高は海抜32メートルから353メートルまで、さまざまである。